# Droga wojewódzka nr 683
Droga wojewódzka nr 683 (DW683) – droga wojewódzka w województwie mazowieckim o długości 20 kilometrów łącząca Prażmów z Dębówką. Droga w całości biegnie przez powiat piaseczyński.